# Louis Boivin
Louis Boivin (1649 – 1724) è stato uno scrittore francese.
Membro dell'Académie des inscriptions et belles-lettres, ha lasciato delle Mémoires sur la Chronologie, ove si leggono facilmente delle supposizioni gratuite. Fu il fratello maggiore del più noto Jean, che egli istruì alla morte dei genitori e che divenne membro dell'Académie française.